# Прангишвили, Павел Яковлевич
Павел Яковлевич Прангишвили (груз. პავლე ფრანგიშვილი; настоящая фамилия Кандинашвили; 5 (17) октября 1897  — 22 июня 1966, Тбилиси) — грузинский режиссёр и актёр. Народный артист Грузинской ССР (1941).
С 1911 г. играл в Тифлисском народном театре, с 1913 г. — в Тифлисской драматической труппе, затем в театрах Кутаиси, Поти, Гори. В 1929—1939 и 1949—1958 гг. возглавлял драматический театр в Чиатуре, в десятилетнем промежутке — в Гори.
Как отмечала «Театральная энциклопедия», в исполнительском репертуаре Прангишвили преобладали роли героико-драматического плана — в том числе Отелло в одноимённой трагедии Шекспира, Карл Моор в «Разбойниках» Шиллера, Химшиашвили в «Родине» Давида Эристави.
Среди постановок Прангишвили — «Bacca Железнова» Максима Горького, «Страх» А. Н. Афиногенова, «Разлом» Б. А. Лавренёва, «Платон Кречет» А. Е. Корнейчука, «Царь Эдип» Софокла, «Ханума» А. Цагарели, «Кваркваре Тутабери» и «Свадьба колхозника» П. Какабадзе, «Потопленные камни» И. Мосашвили и др.
Опубликовал пособие «Как овладеть сценическим искусством. В помощь театральным коллективам» (груз. როგორ დავეუფლოთ სასცენო ხელოვნებას; 1955) и книгу воспоминаний «Виденное и пережитое» (1963).
Был женат на актрисе Варваре Гвазава. Их сын — актёр и режиссёр Тенгиз Кандинашвили.